# Fotja banyanegra
La fotja banyanegra (Fulica cornuta) és una espècie de fotja, ocell de la família dels ràl·lids (Rallidae) que habita llacs dels Andes, al sud-oest de Bolívia, nord de Xile i zona limítrofa de l'Argentina.